# Centaurea fusiformis
Centaurea fusiformis là một loài thực vật có hoa trong họ Cúc. Loài này được Blakelock mô tả khoa học đầu tiên năm 1949.